# Население Риги
Население Риги, его структура и количественные показатели во многом были и остаются отражением своеобразной истории города, который с момента своего основания имел особый статус и долгое время развивался как бы в ином демографическом измерении, в отрыве от страны.

## Численность населения
Начиная с 1989 года, население Риги снижалось вплоть до 2013 года и после этого более-менее стабилизировалось. В процесс сокращения населения свой вклад вносили как естественная убыль населения, так и эмиграция. Однако открытость границ и сравнительно небольшие расстояния сильно затрудняют подсчёты, сколько рижан действительно пребывают в городе и даже стране, а декларирование местожительства слабо помогает определить, сколько жителей других населённых пунктов в реальности проживают в Риге, и любые цифры на этот счёт следует считать приблизительными. Данные различных государственных организаций за 2016 год разнятся от 639 до 704 тысяч. По состоянию на 1 января 2019 года по данным Центрального статистического управления численность населения города составляла 633 071 человек. По состоянию на 1 января 2019 года доля населения старше 65 лет в структуре населения города составляла 20 % населения (129 307 человек), а доля населения младше 14 лет составляла 16 % (98 299 человек).

## История

### Дохристианский период
До начала X века на лесистых территориях вокруг Риги в устье Западной Двины обитало немногочисленное финно-угорское племя ливов, которое занималось охотой и рыболовством. С X—XII вв. на ливов стали влиять пришедшие с юга балтские племена, в первую очередь курши и земгалы.
Письменных данных о населённости современной территории города Риги до XIII века нет, за исключением дарственной 1211 года на строительство Домского собора, в которой указано, что ранее там жили ливы. Этот посёлок ливов за год до того был случайно сожжён пытавшимися поджечь Ригу куршами. Археологические исследования открыли еще два поселения на территории Старой Риги, в которых отмечено присутствие не только ливов, но и балтских племен куршей и земгалов.

### Ливонский период
Рига как город была основана немецкими рыцарями в 1201 году. Большинство населения Риги почти с самого начала составляли этнические немцы и примыкающие к этой категории другие западноевропейские национальности. Стремясь поддержать свою гегемонию в городе, немецкая элита установила в городе систему этноязыковой сегрегации. Представителям местных национальностей, условно называемых "не-немцами", поначалу запрещалось строиться в пределах стен города. Еще в 1452 году в призыве Домского капитула к Ливонскому ордену упоминается, что "не-немцы" составляют в городе только треть населения, которое и так было небольшим - лишь к середине XVI века оно превысило 10 тысяч. Отчасти это объяснялось соображениями военной безопасности: для обеспечения управления территориями и городом и функционирования торговли достаточно было небольшого количества доверенного населения, каковым "не-немцы" не считались, тем более учитывая их участие в частых и нередко кровопролитных городских конфликтах между епископом, магистром Ордена и ратушей. Вместе с тем, рабочие были нужны, и как и во многих средневековых городах, в Риге было введено правило - если сбежавший крепостной прожил год и один день в городе, он становился свободным. Аналогично доступной лишь "немцам" купеческой Большой Гильдии, местные работники объединялись в профессиональные "братства", первые уставы которых сохранились со второй половины XIV века, но сами братства существовали и до того. При этом полноправными жителями города — бюргерами по немецкой терминологии — были исключительно условные "немцы". Для сохранения монопольного положения им со временем приходилось издавать новые законы, так, статут 1500 года запрещал латышам вступать в одну компанию с немцами и заниматься торговлей "торговых", т.е. экспортно-импортных, товаров. Абсолютное политическое преобладание немцев в городе было нарушено лишь спустя почти четыре века после его основания — в 1582 году, когда контроль над Ригой получила Речь Посполитая (польско-литовское союзное государство). Однако некоторое падение доли немецкого населения и влияния на внешние дела не означало утрату контроля над экономической и культурной жизнью города вплоть до начала XX века.

### Период войн за территорию
Положение Риги и в Риге около XVII века было очень переменчиво. В середине XVII века Рига становится крупнейшим городом Шведской империи, однако к окончанию войн в 1720 году в ней остаётся меньше 6 тысяч человек. Национальный состав в это время точно неизвестен, но в переписи городских ремесленников 1709 года указано, что в городе работает 440 "немецких" и 526 "не-немецких" ремесленников, при этом в список не включены некоторые "не-немецкие" профессии (рыбаки, лоцманы, паромщики и др.). Более чем столетний период частых войн в этой местности закончился в 1721 году вхождением Риги в Российскую империю.

### Российская империя
Серьёзный рост начинается к концу XVIII века, когда начинается развитие промышленности. Население быстро растёт (19,5 тыс. в 1767, 29,5 тыс. в 1800) до 1812 года, когда из-за ложных слухов о приближении французских войск местные военные власти приказывают сжечь пригороды Риги. Однако вскоре это с лихвой компенсируется отменой крепостного права в соседних Курляндии и Лифляндии в 1817 и 1819 году, откуда возникает поток рабочей силы, и в 1840 году населения уже 60 тысяч. Важной вехой стал 1856 год, когда были снесены оборонительные стены Риги и дозволено строительство каменных домов за их пределами. Следующей точкой отсчёта изменений стал 1861 год, когда было отменено крепостное право по всей Российской империи и одновременно Рига была присоединена к российской сети железных дорог. Растущей промышленности по-прежнему требовались рабочие, и начался резкий рост количества русских в городе. Первая организованная всеобщая перепись в 1867 году показала из 106 тысяч общего населения 42,9% немцев, 25,1% русских и 23,6% латышей. Однако, несмотря на нахождение в составе Российской империи и назначения русских должностных лиц, руководство городом по-прежнему контролировалось немцами и русский язык стал официальным языком делопроизводства лишь в 1891 году. К тому же времени латыши становятся самой крупной этнической группой в городе, и в переписи 1897 года указавшие своим родным языком латышский составляют 45% населения из 282 тысяч.
Национальный состав населения Риги по родному языку (перепись 1897 года):
| национальность | чел. (1897) | %        |
| -------------- | ----------- | -------- |
| всего          | 282 230     | 100,00 % |
| латыши         | 127 046     | 45,02 %  |
| немцы          | 67 286      | 23,84 %  |
| великорусы     | 44 452      | 15,75 %  |
| евреи          | 16 922      | 6,00 %   |
| поляки         | 13 415      | 4,75 %   |
| литовцы        | 6 362       | 2,25 %   |
| эстонцы        | 3 702       | 1,31 %   |
| белорусы       | 730         | 0,26 %   |

Бурный рост города продолжался до Первой мировой войны, и в 1914 году общее число населения было 482 тысячи, а вместе с патримониальным округом - 517,5 тысяч. Количество немцев снизилось до 14% (однако в абсолютных цифрах это рост до 69 тысяч от 45 тысяч в 1867 году). Латыши к тому времени в Риге составляли 41%, русские - 20%, из других национальностей были заметны поляки (9%), литовцы и евреи (по 7%).
Первая мировая и последующая гражданская война сильно изменили количество населения, которое упало до 185 тысяч в 1920 году. Часть горожан при передвижениях фронтов стала беженцами, часть погибла на фронтах и в тылу, а около 200 тысяч рабочих и членов их семей вместе с заводами были вывезены в славянские губернии империи. Также происходили высылки из города евреев, которых подозревали в прогерманских симпатиях, а часть беженцев из сельских районов оседали в Риге.

### Независимая Латвия: межвоенный период XX века
Из-за военных действий Первой мировой войны, последующих голода и разрухи сократилось численность жителей всех национальностей.
В 1920 году при всём населении 185,1 тыс. чел. в Риге проживают:
- латыши — 101,6 тыс. (54,9 %)
- немцы — 29,2 тыс. (15,8 %)
- евреи — 25,2 тыс. (13,6 %)
- русские — 12,4 тыс. (6,7 %)
- поляки — 8,0 тыс. (4,3 %)

После войн население Риги восстановилось до 378 тысяч в 1930. Большинством населения стали латыши (60% в 1930), в основном за счёт миграции в город латышей из окружающих Ригу сельских поселений. К 1935 году доля латышей в населении Риги увеличилась до максимальной за всю историю города, достигнув 63 % от общего числа жителей.

### Вторая мировая война и Латвийская ССР
Радикальные перемены внесла Вторая мировая война, в ходе которой и в первые годы после неё сперва произошла почти полная высылка немцев в Германию, затем почти полное истребление евреев, принудительный вывоз населения в Германию и СССР, бегство многих латышей на Запад в конце войны и ввоз работников преимущественно из советских славянских республик. Вводится институт прописки, затрудняющий возможность по собственной воле поселиться в Риге. В ходе всех этих событий, показатели населения резко скачут как количественно, так и по процентному этническому составу.
Во второй половине XX века, в связи с интенсивным промышленно-экономическим развитием, население города вновь возрастает. В 1950-х 1960-х годах город, благодаря невеликим потерям жилого фонда в годы войны, принял значительное количество латышей из сельских регионов и более пострадавших городов, а также значительное количество славянских переселенцев, занятых в основном на промышленных предприятиях города. К 1959 году латыши снова в меньшинстве (44,5%).
В годы советской власти, в том числе в период между 1945—1990 годами в городе происходил рост численности всех основных национальностей, с преобладанием русского и русскоязычного, как за счёт естественного, так и за счёт миграционного прироста. Советская власть поддерживала полноценную систему образования для двух основных общин города — латышской и русскоязычной, на латышском и русском языках соответственно, однако официальное делопроизводство стало вестись в основном на русском языке.
Падение удельного веса латышей в населении Риги в советский период, несмотря на продолжающийся рост численности в абсолютных величинах, происходило главным образом из-за миграционного притока русского и русскоязычного населения. По данным последней советской переписи 1989 года латыши составили 36,8 % населения Риги (333 тыс.), русские — 47,5 % (428 тыс.), другие национальности (преимущественно белорусы и украинцы, по языку часто русскоязычные)  — 15,7 % (141 тыс.), а общее население доходит до рекордных 910 тысяч.
Отчасти подобная ситуация объяснялась и разными сферами профессиональной деятельности русскоязычной и латышской общин в городе, а также более ранним по сравнению с русскими развитием процесса постиндустриальной дезурбанизации у латышей. Также ряд детей из смешанных русско-латышских семей назвали себя русскими. В то же время часть русскоязычного населения, в особенности молодёжь, хорошо овладела латышским языком (по сравнению с владением языками других республик среди их русских жителей), а почти все латыши — русским языком, хотя происходило это преимущественно из-за преобладания русского языка в частной деловой сфере, а также в советском информационном пространстве.

### После восстановления независимой Латвии в 1991 году
После получения независимости население города, равно как и в стране в целом, уменьшилось. С 1991 г. население города сокращается как по причине естественной убыли населения, так и из-за интенсивного миграционного оттока, в начале 1990-х гг. вместе с выводом бывших советских войск в РФ, позже на Запад. По переписи 2000 г., впервые проводившейся в независимой Латвии, русские по-прежнему составляли относительное большинство населения города, хотя их доля и абсолютная численность сократились. Резко сократилось и население самого города, равно как и численность всех проживающих в нём национальностей, за исключением цыган. По переписи 2011 года, латыши уже составили относительное большинство населения Риги (46,3 %), однако восточные славяне вместе продолжали составлять относительное большинство (47,5 %), а для большинства населения города (55,8 %) русский оставался основным языком, используемым в домашнем общении.  Русские в 2018 году, по данным Управления миграции, являются крупнейшей общиной в двух из шести микрорайонов Риги — Курземском и Латгальском.
Национальный состав населения города по переписям населения 1989, 2000 и 2011 годов, а также по данным Управления миграции 2018 года, в которых можно не указывать свою национальность:
| национальность        | чел. (1989) | %        | чел. (2000) | %        | чел. (2011) | %        | чел. (2018) | %        |
| --------------------- | ----------- | -------- | ----------- | -------- | ----------- | -------- | ----------- | -------- |
| всего                 | 910 455     | 100,00 % | 764 329     | 100,00 % | 658 640     | 100,00 % | 688 335     | 100,00 % |
| латыши                | 331 934     | 36,46 %  | 313 368     | 41,00 %  | 305 117     | 46,33 %  | 310 420     | 45,09 %  |
| в том числе латгальцы |             |          |             |          | 29 393      | 4,46 %   |             |          |
| русские               | 430 555     | 47,29 %  | 335 431     | 43,89 %  | 264 808     | 40,21 %  | 262 537     | 38,14 %  |
| белорусы              | 43 631      | 4,79 %   | 35 791      | 4,68 %   | 25 535      | 3,88 %   | 25 698      | 3,73 %   |
| украинцы              | 43 641      | 4,79 %   | 31 899      | 4,17 %   | 22 737      | 3,45 %   | 25 601      | 3,72 %   |
| поляки                | 16 653      | 1,83 %   | 15 980      | 2,09 %   | 12 208      | 1,85 %   | 12 729      | 1,85 %   |
| литовцы               | 7012        | 0,77 %   | 6530        | 0,85 %   | 5450        | 0,83 %   |             |          |
| евреи                 | 18 812      | 2,07 %   | 8254        | 1,08 %   | 4810        | 0,73 %   |             |          |
| ливы                  |             |          |             |          | 87          | 0,01 %   |             |          |
| другие                | 18 217      | 2,00 %   | 17 076      | 2,23 %   | 17 888      | 2,72 %   | 39 286      | 5,71 %   |
| не указавшие          |             |          |             |          |             |          | 24 793      | 3,60%    |

Следует отметить, что разная методика подсчёта населения довольно сильно влияет на его результаты. Так, Управление миграции здесь даёт число в 688 835 человек, тогда как Центральное Бюро Статистики называет число в 637 971, также сообщая, что из них 283 579 мужчин и 354 392 женщины. Такое отличие между количеством мужчин и женщин характерно и для общего населения страны, однако большинство разницы даёт именно Рига. При этом в Риге живёт около трети населения Латвии. Возрастает средний возраст жителей, к 2018 году составляющий 42 года.
Изменения населения не одинаковы по всему городу. Больше всего жители покинули центр города, однако они прибавляются в окраинах города и посёлках за городской чертой.
Наиболее распространённым языком в Риге, используемым в повседневной жизни, по переписи населения 2011 года является русский язык (55,8 %), а также латышский язык (43,4 %), в том числе латгальский язык (5,0 %).
Распределение населения по преимущественно используемому дома языку согласно переписи 2011 года:
| Язык                    | Численность | %        | % от указавших |
| ----------------------- | ----------- | -------- | -------------- |
| Русский                 | 326 478     | 49,57 %  | 55,80 %        |
| Латышский               | 254 188     | 38,59 %  | 43,44 %        |
| в том числе латгальский | 29 393      | 4,46 %   | 5,02 %         |
| Украинский              | 702         | 0,11 %   | 0,12 %         |
| Литовский               | 563         | 0,09 %   | 0,10 %         |
| Польский                | 496         | 0,08 %   | 0,08 %         |
| Белорусский             | 227         | 0,03 %   | 0,04 %         |
| Иной                    | 2477        | 0,38 %   | 0,42 %         |
| Указан                  | 585 131     | 88,84 %  | 100,00 %       |
| Не указан               | 73 509      | 11,16 %  |                |
| Всего                   | 658 640     | 100,00 % |                |

См. также: Население статистических регионов Латвии
На начало 2018 года 17,8 % населения Риги, преимущественно русские, сохраняют политически спорный статус неграждан, что затрудняет попытки их интегрировать в местное общество. Кроме того, 7 % имеют гражданство других стран, но жить предпочитают в Риге. Большинство из них — граждане России.

### Галерея

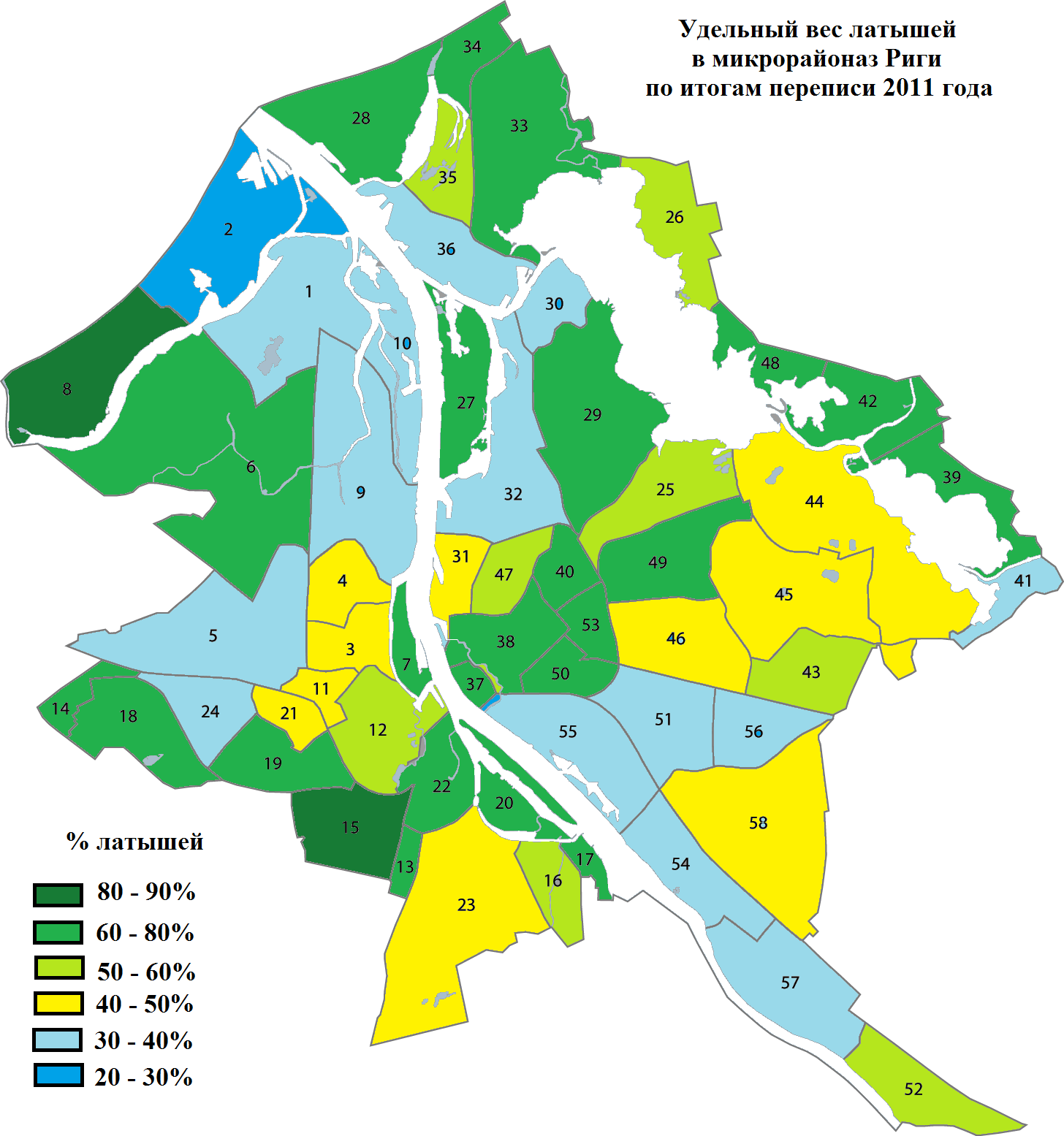
Удельный вес (%) латышей в населении микрорайонов Риги (2011)
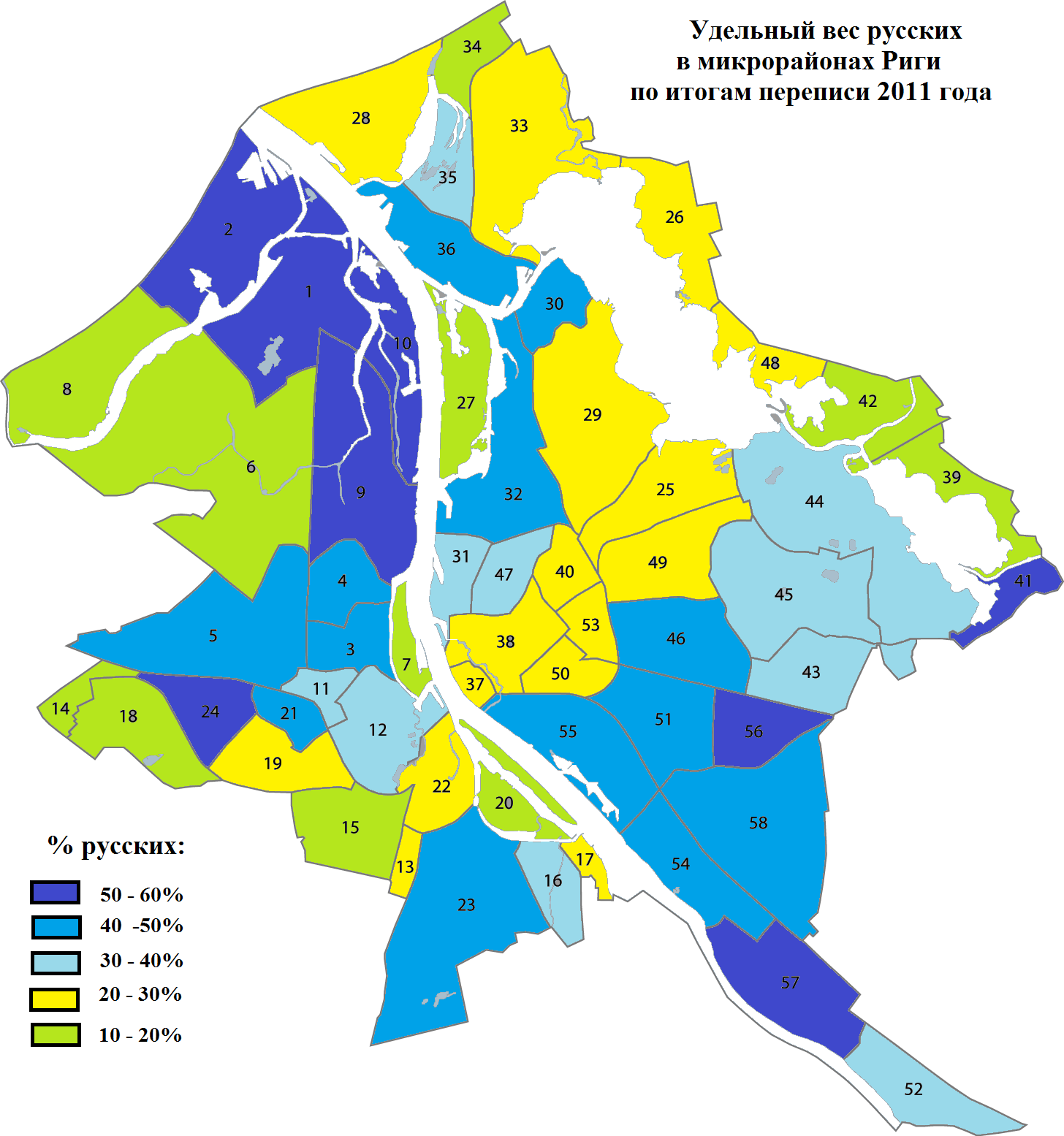
Удельный вес (%) русских в населении микрорайонов Риги (2011)
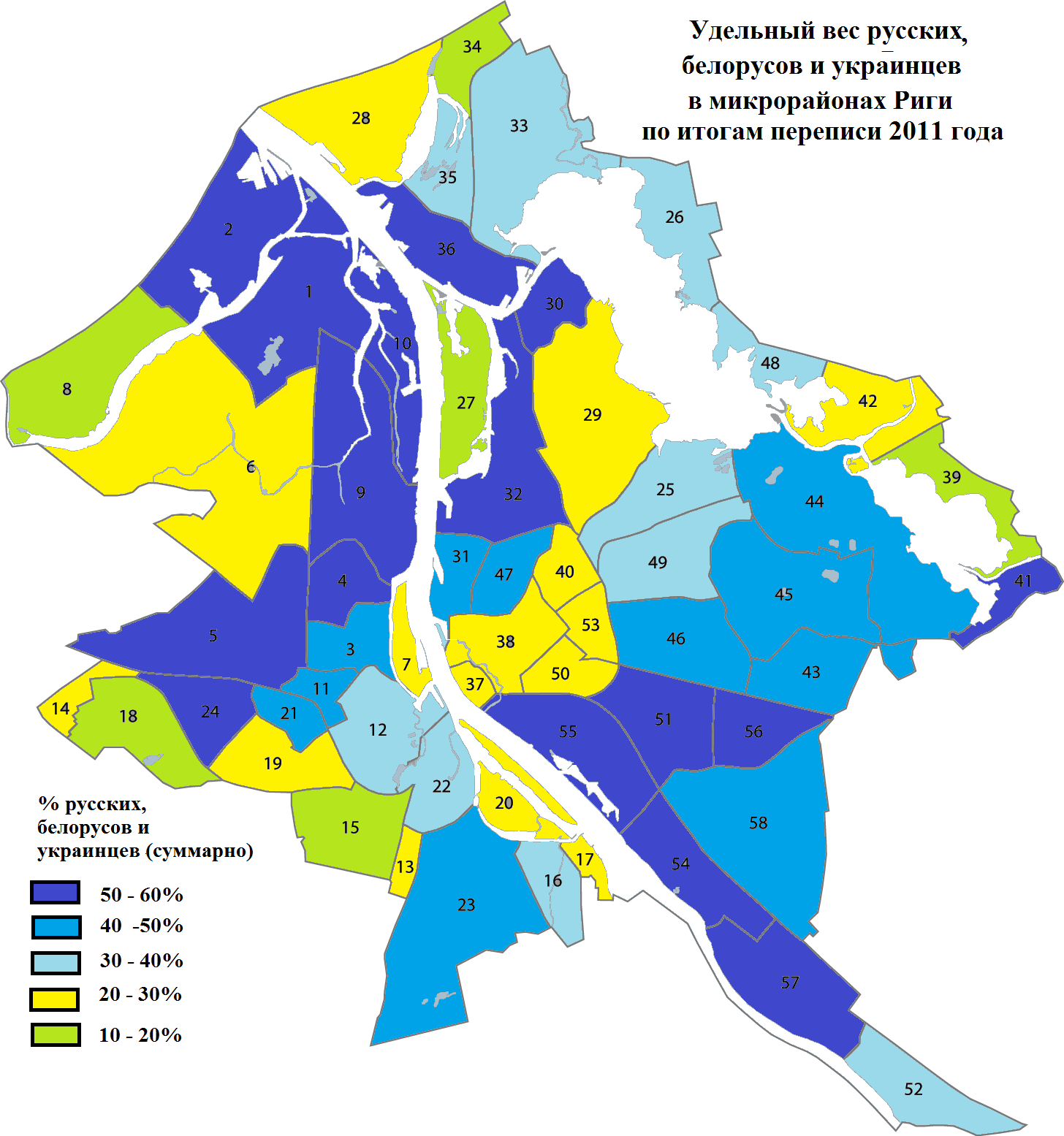
Удельный вес (%) русских, белорусов и украинцев (суммарно) в населении микрорайонов Риги (2011)